# Alexandria Ocasio-Cortez
Alexandria Ocasio-Cortez, informellt känd som AOC, född den 13 oktober 1989 i New York, är en amerikansk politiker och aktivist. Hon tillhör det Demokratiska partiet och har tjänstgjort som kongressledamot för New Yorks 14:e kongressdistrikt sedan 2019. Distriktet omfattar den östra delen av Bronx, delar av norra centrala Queens och Rikers Island i staden New York.
Den 26 juni 2018 blev Ocasio-Cortez nationellt känd när hon vann Demokratiska partiets primärval för New Yorks 14:e kongressdistrikt. Hon besegrade Joe Crowley, som hade suttit i representanthuset i tjugo år, i vad som allmänt ansågs vara den största skrällen i primärvalen inför mellanårsvalet 2018. Hon vann enkelt valet i november där hon besegrade republikanen Anthony Pappas. Hon blev omvald i valen 2020 genom att besegra John Cummings och 2022 genom att besegra Tina Forte.
Ocasio-Cortez, som tillträdde vid 29 års ålder, är den yngsta kvinnan hittills att tjänstgöra i den amerikanska kongressen. Hon har uppmärksammats för sin betydande närvaro på sociala medier i jämförelse med sina kongresskollegor.
Ocasio-Cortez företräder en progressiv politik där hon bland annat förespråkar arbetsplatsdemokrati, Medicare för alla, avgiftsfri offentlig högskola, en statlig jobbgaranti, en "Green New Deal" och avskaffande av U.S. Immigration and Customs Enforcement (ICE). Ocasio-Cortez är medlem i "The Squad", en grupp vänsterorienterade progressiva kongressledamöter. Ocasio-Cortez och Rashida Tlaib var de första kvinnliga medlemmarna av Democratic Socialists of America att bli invalda i kongressen.
Ocasio-Cortez har en examen i internationella relationer och nationalekonomi från Boston University. Innan hon kandiderade till den amerikanska kongressen 2018 var hon aktivist och arbetade som servitris och bartender.

## Uppväxt
Ocasio-Cortez föddes i Bronx år 1989 som dotter till Sergio Ocasio-Roman och Blanca Ocasio-Cortez. Hon har en yngre bror vid namn Gabriel. Hennes far, som var arkitekt, föddes i Bronx i en familj med rötter på Puerto Rico, medan hennes mor föddes på Puerto Rico. Fram till fem års ålder bodde Ocasio-Cortez med sin familj i en lägenhet i Bronx-kvarteren i Parkchester, men sedan flyttade familjen till ett hus i förorten Yorktown Heights. Hon gick på Yorktown High School och tog examen år 2007. Under sina år på high school och college använde Ocasio-Cortez smeknamnet "Sandy Ocasio". Hon kom på andra plats i kategorin mikrobiologi vid Intel International Science and Engineering Fair 2007 med ett forskningsprojekt om effekten av antioxidanter på nematoden Caenorhabditis elegans. Som en gest av uppskattning döpte MIT Lincoln Laboratory en liten asteroid efter henne: 23238 Ocasio-Cortez.
Efter att ha tagit examen från high school påbörjade Ocasio-Cortez studier vid Boston University. Under hennes andra år på universitetet avled hennes far i lungcancer, vilket ledde till en långvarig arvstvist för att fördela hans tillgångar. Ocasio-Cortez har uttryckt att denna erfarenhet lärde henne "hur advokater som utses av domstolen för att förvalta en egendom kan berika sig själva på bekostnad av familjer som kämpar för att förstå byråkratin."
Under sin tid på college arbetade Ocasio-Cortez som praktikant i den amerikanske senatorn Ted Kennedys avdelning för utrikes- och migrationsfrågor. Hon har delat med sig av sina erfarenheter: "Jag var den enda som talade spanska och som i princip var ett barn - en 19- eller 20-årig ungdom - så när någon upprört kom till kontoret och letade efter sin make som hade blivit upphämtad av ICE, var jag den som var tvungen att svara. Det var jag som behövde hjälpa personen att navigera systemet." Ocasio-Cortez avlade kandidatexamen i internationella relationer och ekonomi vid Boston University år 2011 med utmärkelsen cum laude.

## Tidig karriär
Efter college flyttade Ocasio-Cortez tillbaka till Bronx och tog jobb som bartender och servitris för att hjälpa sin mor, som var städare och skolbusschaufför, att undvika vräkning från deras hem. Hon startade senare Brook Avenue Press, ett förlag som sedan lades ner, vilket fokuserade på att publicera böcker som framhävde den positiva sidan av Bronx. Utöver det arbetade Ocasio-Cortez även för den ideella organisationen National Hispanic Institute.
Under primärvalet 2016 arbetade Ocasio-Cortez som organisatör för Bernie Sanders presidentkampanj. Efter valet genomförde hon en bilresa tvärs över Amerika och besökte platser som Flint, Michigan och Standing Rock Indian Reservation i North Dakota. Hon träffade människor som drabbats av vattenkrisen i Flint och deltog i demonstrationer mot Dakota Access Pipeline. I en intervju reflekterade hon över sitt besök i Standing Rock i december 2016 och beskrev det som en vändpunkt i sin politiska resa. Hon hade tidigare trott att endast de med rikedom, socialt inflytande och makt effektivt kunde kandidera till politiska ämbeten. Men när hon fick möta människor i North Dakota som var beredda att offra allt för att skydda sitt samhälle, insåg hon att hon själv kunde göra skillnad. Strax efter sitt besök i North Dakota fick hon ett telefonsamtal från Brand New Congress, en organisation som rekryterade progressiva kandidater. Hennes bror hade nominerat henne till att bli en sådan kandidat strax efter presidentvalet 2016.

## USA:s representanthus

### Val

#### 2018

Ocasio-Cortez kampanjlogotyp inspirerades av "revolutionära affischer och bilder från förr i tiden".

Ocasio-Cortez inledde sin kampanj i april 2017 samtidigt som hon arbetade på Flats Fix, en taqueria på Union Square i New York. Hon berättade för Bon Appétit att "80 procent av denna kampanjen sköttes från en papperspåse gömd bakom baren". Hon var den första personen sedan 2004 att utmana Joe Crowley i primärvalet. Trots att hon befann sig i ett ekonomiskt underläge sa hon: "Du kan verkligen inte besegra stora pengar med ännu mer pengar. Du måste besegra dem med ett helt annat spel." Ocasio-Cortezs kampanj satsade på gräsrotsmobilisering och avstod från att ta emot donationer från företag. Designen på hennes kampanjaffischer sades vara inspirerad av "revolutionära affischer och bilder från förr i tiden".
Kandidaternas enda direkta möte under kampanjen ägde rum på en lokal politisk talkshow, Inside City Hall, den 15 juni 2018. Det var en gemensam intervju som genomfördes av Errol Louis, och NY1 beskrev det som en debatt. En debatt var planerad att äga rum i Bronx den 18 juni, men Crowley deltog inte personligen. Istället skickade han den tidigare ledamoten av New Yorks kommunfullmäktige, Annabel Palma, för att representera honom.
Ocasio-Cortez fick stöd från progressiva och medborgarrättsorganisationer som MoveOn och Democracy for America. Den dåvarande guvernören Andrew Cuomo, samt båda New Yorks amerikanska senatorer, Chuck Schumer och Kirsten Gillibrand, tillsammans med New Yorks dåvarande borgmästare Bill de Blasio, stödde Crowley. Crowley hade även stöd från flera kongressledamöter, lokalpolitiker och fackföreningar, samt organisationer som Sierra Club, Planned Parenthood, Working Families Party, NARAL Pro-Choice America och Moms Demand Action for Gun Sense in America, bland andra. Inledningsvis stödde den vänsterinriktade demokraten Ro Khanna, kongressledamot från Kalifornien, Crowley, men han ändrade senare sitt stöd till att omfatta både Ocasio-Cortez och Crowley.

##### Primärvalet

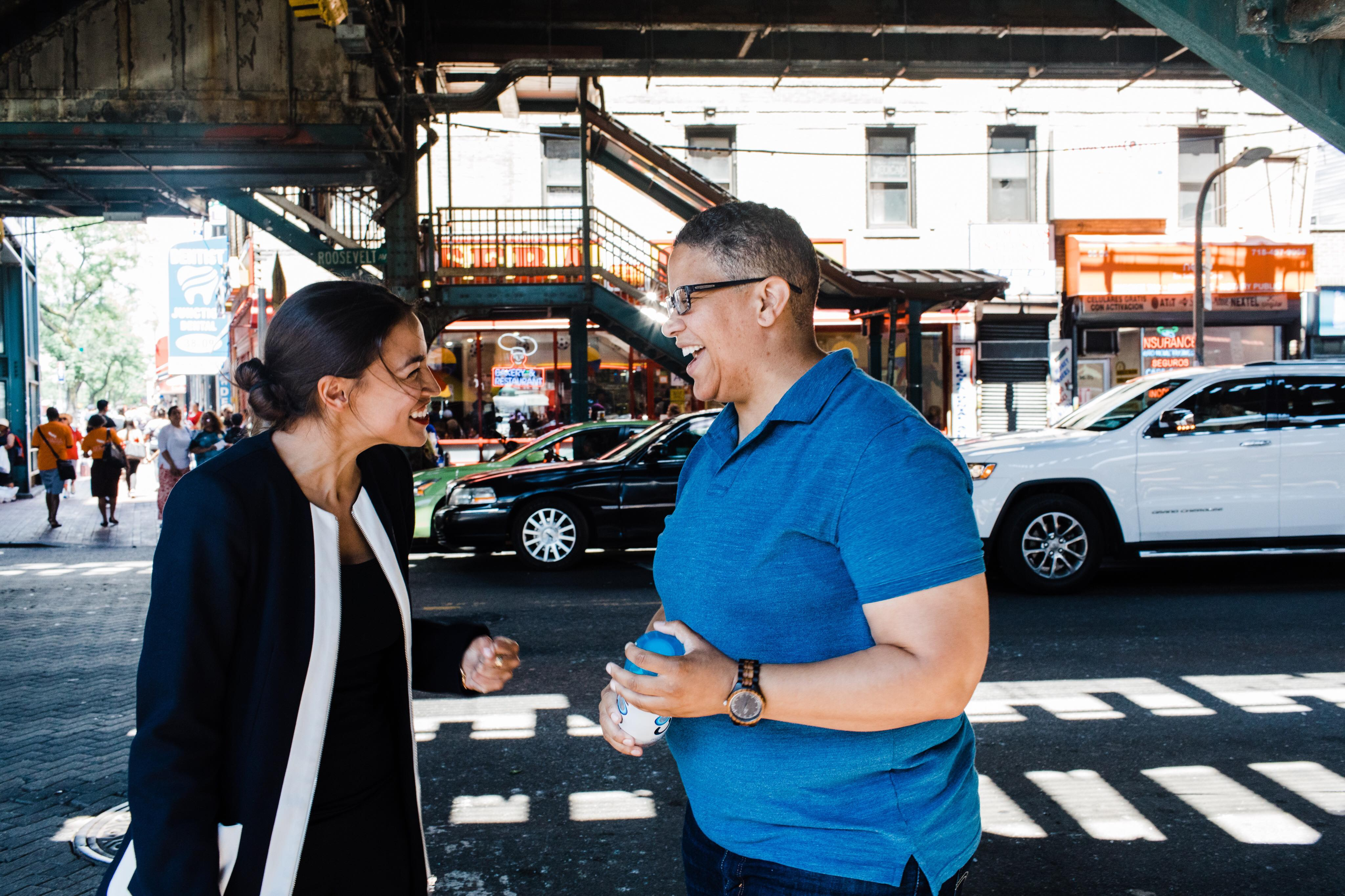
Ocasio-Cortez med Kerri Evelyn Harris

Den 26 juni 2018 tillkännagavs att Ocasio-Cortez fått 57,13 procent av rösterna (15 897) jämfört med Crowleys 42,5 procent (11 761), och besegrat den sittande kongressledamoten med nästan 15 procentenheter. Resultatet chockade många politiska kommentatorer och analytiker och fick omedelbar nationell uppmärksamhet. Flera nyhetskällor, inklusive Time, CNN, The New York Times och The Guardian, påpekade hur vinsten gick helt emot deras förutsägelser och förväntningar. Ocasio-Cortez kampanjade med en budget som bara utgjorde en artondel av Crowleys (1,5 miljoner USD jämfört med 83,000 USD), men hon vann stöd från inflytelserika grupper på vänsterkanten av partiet. Enligt Merriam-Webster ökade sökningarna efter ordet "socialism" med 1 500 procent efter hennes seger. Crowley erkände sin förlust på valnatten, men ringde inte Ocasio-Cortez för att gratulera henne, vilket ledde till kortvariga spekulationer om att han hade avsikten att utmana henne i det allmänna valet.
Bernie Sanders och Noam Chomsky gratulerade henne till segern. Flera kommentatorer påpekade likheterna mellan Ocasio-Cortez seger över Crowley och den Tea Party-stödda Dave Brats seger 2014 över majoritetsledaren Eric Cantor, i det republikanska primärvalet för Virginias 7:e kongressdistrikt. Precis som Crowley var Cantor en framstående medlem inom sitt parti. Efter sin seger i primärvalet stödde Ocasio-Cortez flera progressiva utmanare till sittande demokrater runt om i landet.
Utan att föra någon kampanj för det vann Ocasio-Cortez primärvalet för Reformpartiet som en inskriven kandidat i ett intilliggande kongressdistrikt, New Yorks 15:e distrikt, med totalt nio röster, den högsta bland alla 22 inskrivna kandidater. Hon tackade dock nej till nomineringen.

##### Allmänna valet
Ocasio-Cortez ställdes mot den republikanske kandidaten Anthony Pappas i det allmänna valet den 6 november. Pappas, som är ekonomiprofessor, förde ingen aktiv kampanj. Det 14:e distriktet har en Cook Partisan Voting Index på D+29, vilket gör det till New York Citys sjätte mest demokratiska distrikt, med sex gånger så många registrerade demokrater som republikaner.
Ocasio-Cortez fick stöd från olika politiskt progressiva organisationer och individer, inklusive tidigare presidenten Barack Obama och senatorn Bernie Sanders från Vermont. Hon höll ett tal på Netroots Nation-konferensen i augusti 2018 och blev kallad "konferensens obestridda stjärna".
Crowley behöll sin plats på valsedlarna som nominerad för Working Families Party (WFP) och Women's Equality Party (WEP). Varken han eller WFP genomförde en aktiv kampanj, eftersom båda hade ställt sig bakom Ocasio-Cortez efter det demokratiska primärvalet. Ocasio-Cortez kritiserade WEP, som guvernör Cuomo skapat inför New Yorks guvernörsval 2014, som en cynisk och centristisk grupp som prioriterade manliga etablerade politiker framför kvinnliga utmanare som hon själv och Cynthia Nixon. Tidigare senator Joe Lieberman från Connecticut, som vann sitt omval 2006 på en tredjepartslinje efter att ha förlorat i det demokratiska primärvalet 2006, publicerade en kolumn den 17 juli i Wall Street Journal där han hoppades att Crowley skulle aktivt kampanja på WFP:s valsedel. WFP:s verkställande direktör Dan Cantor skrev ett stöd och en ursäkt till Ocasio-Cortez i New York Daily News där han uppmanade väljarna att inte rösta på Crowley om hans namn fortfarande fanns kvar på valsedeln.
Ocasio-Cortez vann valet med 78 procent av rösterna (110 318) jämfört med Pappas 14 procent (17 762). Crowley, som stod på WFP- och WEP-valsedlarna, fick 9 348 röster (6,6 procent). Hennes seger var en del av en bredare demokratisk framgång i mellanårsvalet 2018, då partiet tog 41 platser och fick kontroll över representanthuset. Saikat Chakrabarti, som hade varit hennes kampanjordförande och även medgrundare av två progressiva politiska aktionskommittéer, blev stabschef för hennes kongresskontor. Hans avgång 2019 gav upphov till spekulationer om huruvida Ocasio-Cortez försökte anamma en mer moderat strategi.

##### Mediebevakning

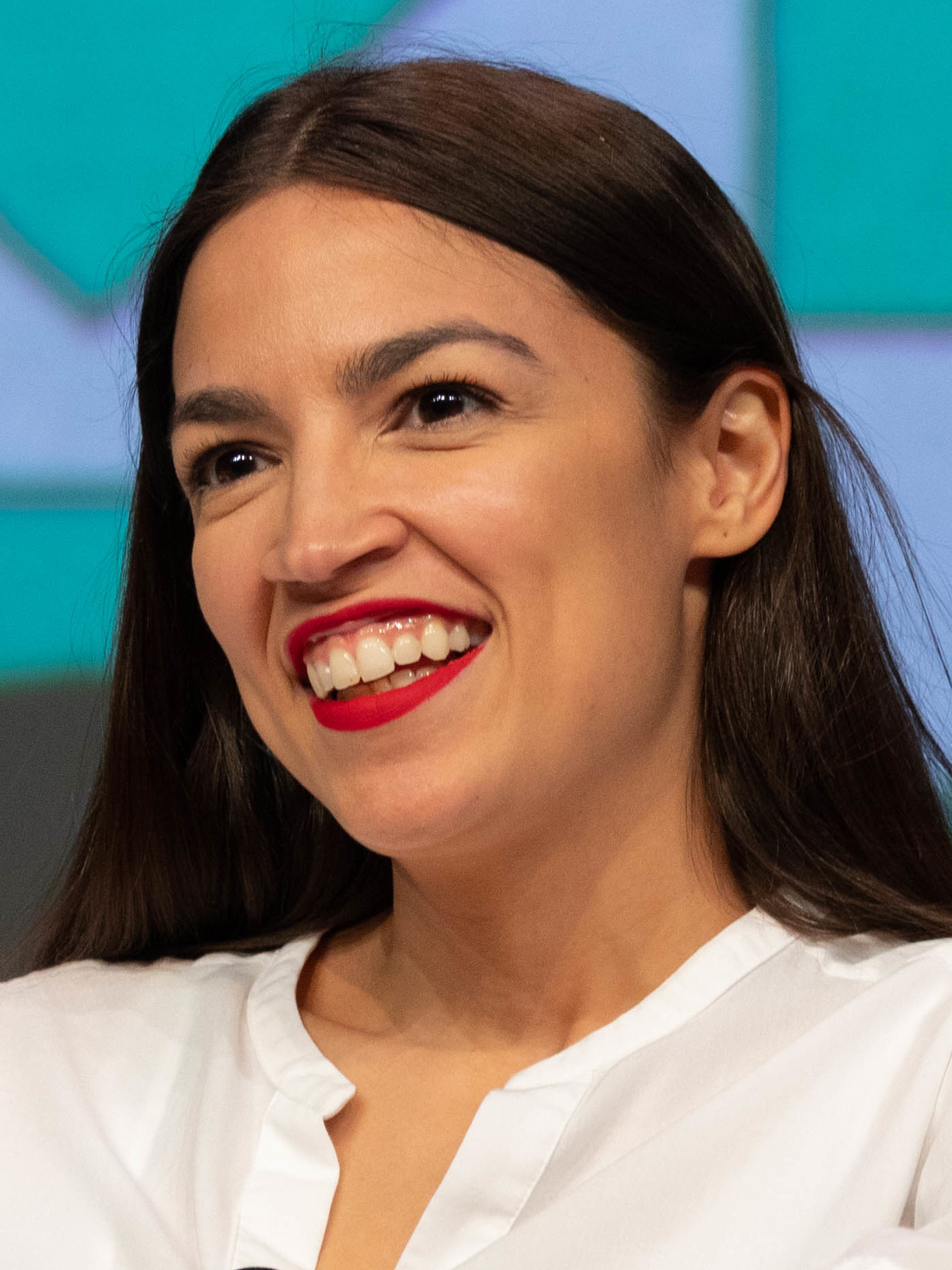
Ocasio-Cortez på South by Southwest 2019

Det första medienätverket som gav Ocasio-Cortez en plattform och omfattande bevakning av hennes kampanj och politik var The Young Turks, ett vänsterorienterat nyhetsprogram online. Efter sin primärvalsseger fick hon snabbt nationell medieuppmärksamhet, inklusive många artiklar och framträdanden i tv-talkshows. Hon väckte också stor uppmärksamhet i medierna när hon och Bernie Sanders kampanjade för James Thompson i Kansas i juli 2018. Ett kampanjmöte i Wichita flyttades från en teater med en kapacitet på 1 500 personer när publiken blev för stor, och det samlade till slut 4 000 personer, där vissa fick sitta på golvet. I The New Yorker skrev Benjamin Wallace-Wells att Ocasio-Cortez underlättade för Sanders genom att visa att idéer som "en gång ansågs vara radikala nu är mainstream".
Innan hon besegrade den sittande Joe Crowley i de demokratiska primärvalen 2018 fick Ocasio-Cortez begränsad uppmärksamhet i de flesta traditionella nyhetsmedier. Jimmy Dore intervjuade henne när hon tillkännagav sin kandidatur i juni 2017. Efter sin seger i primärvalet skrev Brian Stelter att progressiva medier som The Young Turks och The Intercept "förutsåg Ocasio-Cortezs oväntade seger". Margaret Sullivan skrev i The Washington Post att traditionella mätmått för att bedöma en kampanjs framgång, såsom total insamlad summa, bidrog till ett "misslyckande från medierna" och att "de måste komma närmare vad väljarna tänker och känner: deras ilska och frustration, deras marginalisering från maktens centrum, deras ekonomiska bekymmer".
En kampanjande Ocasio-Cortez prydde i juni 2018 omslaget till The Indypendent, en gratis månadstidning baserad i New York. I en tweet hyllade hon omslagsframträdandet på "en klassisk månadstidning i NYC" som ett viktigt genombrott för sin kampanj. I övrigt fick Ocasio-Cortez knappt någon uppmärksamhet i tryckt press innan hennes seger i primärvalet.
Ocasio-Cortez medverkade också i Michael Moores dokumentärfilm Fahrenheit 11/9 år 2018.
I ett försök att smutskasta Ocasio-Cortez precis innan hon skulle tillträda delade Twitter-användaren "AnonymousQ" en video från hennes collegeår. Videon var en studentproducerad dansvideo från Boston University där hon medverkade kort. Istället försvarades Ocasio-Cortez av många användare i sociala medier, som skapade memes och synkroniserade videomaterialet med låtar som "Mambo No. 5" och "Gangnam Style". Som svar på detta publicerade Ocasio-Cortez en video där hon dansar till Edwin Starrs "War" utanför sitt kongresskontor.
Elizabeth Warren skrev en artikel om Ocasio-Cortez när hon inkluderades på Time 100-listan 2019. Dokumentären Knock Down the House, regisserad av Rachel Lears, fokuserade på fyra kvinnliga demokratiska kandidater i det amerikanska valet 2018 som inte var karriärpolitiker: Ocasio-Cortez, Amy Vilela, Cori Bush och Paula Jean Swearengin. Filmen hade premiär på Sundance Film Festival 2019, och av de medverkande kvinnorna var det endast Ocasio-Cortez som vann sitt val. Den släpptes senare på Netflix den 1 maj 2019. Ocasio-Cortez medverkade även i Lears film To the End som hade premiär 2022 och fokuserade på klimatförändringarnas effekter. Filmen hade premiär på Sundance Film Festival 2022 och visades också på Tribeca Film Festival i juni 2022.

#### 2020
Michelle Caruso-Cabrera utmanade Ocasio-Cortez i de demokratiska primärvalen 2020. Efter att Ocasio-Cortez vunnit nomineringen valde Caruso-Cabrera att omorganisera sig och kandiderade i det allmänna valet som nominerad för Serve America Movement. Bland Ocasio-Cortez republikanska utmanare i det allmänna valet fanns John Cummings, en före detta polis, och Antoine Tucker, en inskriven kandidat.
I oktober 2020 skrev The American Prospect att Ocasio-Cortez "inriktade sin kampanj på att hålla workshops" för väljare om att organisera arbetsplatser, stoppa vräkningar och organisera kollektiv barnomsorg. De noterade att Ocasio-Cortez sällan deltog i de sända workshoparna och påpekade att "strategin decentraliserar kandidaten från sin egen kampanj."
Den 20 oktober 2020 var Ocasio-Cortez värd för en Twitch-sändning där hon spelade Among Us tillsammans med sin kongresskollega Ilhan Omar och flera etablerade streamers som Pokimane, Hasan Piker, DrLupo och mxmtoon. Sändningen hade som mest 400,000 tittare och enligt The Guardians Joshua Rivera lyckades den människliggöra henne. Ocasio-Cortez sände återigen Among Us på Twitch den 27 november 2020 tillsammans med Hasan Piker, xQc, ContraPoints och den kanadensiska parlamentsledamoten Jagmeet Singh för att samla in pengar till mat, vräkningsförsvar och juridiska stödorganisationer som hjälpte de som drabbats av ekonomiska svårigheter under covid-19-pandemin. Sändningen lyckades samla in 200,000 amerikanska dollar.

#### 2022
Ocasio-Cortez var utan motstånd i det demokratiska primärvalet 2022. Hon besegrade republikanen Tina Forte i det allmänna valet.

### Ämbetstid
Ocasio-Cortez, som tillträdde vid 29 års ålder, är den yngsta kvinnan någonsin att tjänstgöra i USA:s kongress, och även den yngsta ledamoten av den 116:e kongressen.
När den 116:e kongressen samlades den 3 januari 2019 hade Ocasio-Cortez ingen anciennitet men en betydande närvaro på sociala medier. Enligt Axios hade hon "liknande inflytande på sociala medier som alla andra förstaårsdemokratiska kongressledamöter tillsammans". Sedan mars 2021 har hon över 12 miljoner följare på Twitter, en ökning från 1,4 miljoner i november 2018, och hon hade även passerat Nancy Pelosi. Hon hade 8,6 miljoner följare på Instagram i november 2022 och 500 000 följare på Facebook i februari 2019. Hennes kollegor bad henne om råd om sociala medier när hon kom till kongressen. I början av juli 2019 ställdes två rättsfall mot henne angående blockeringen av Joey Salads och Dov Hikind på Twitter, i ljuset av en dom som fastslog att det var ett brott mot det första tillägget för dåvarande president Trump att blockera personer på Twitter. Den 4 november 2019 nådde man en förlikning och Ocasio-Cortez bad om ursäkt för att ha blockerat dem på Twitter.
I en intervju 2019 berättade Ocasio-Cortez att hon hade slutat använda sitt privata Facebook-konto och att hon minimerade sin användning av alla sociala medier och plattformar eftersom hon ansåg att de utgör en hälsofara.

#### De första månaderna i representanthuset

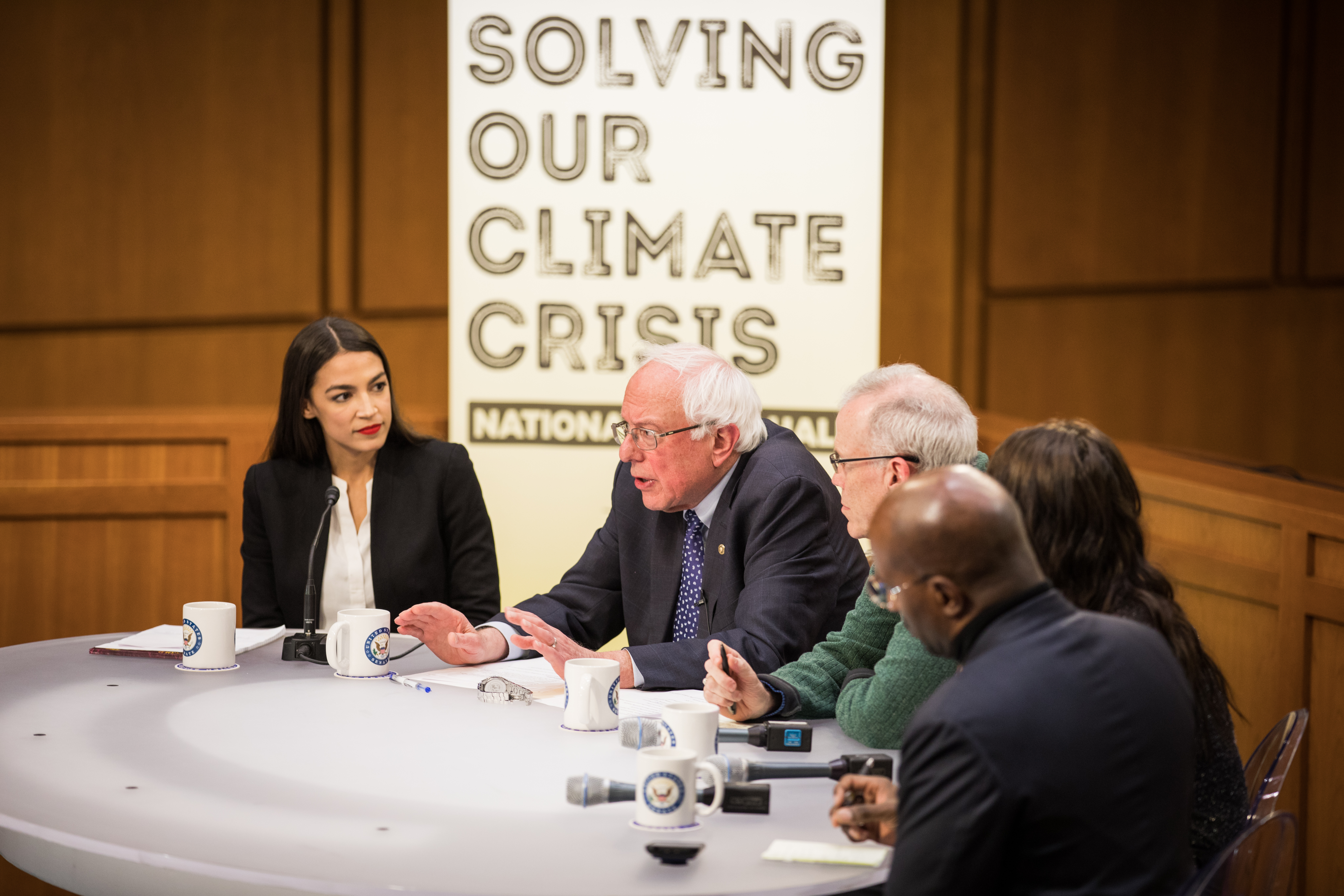
Ocasio-Cortez och senator Bernie Sanders i december 2018

I november 2018, på den första dagen av kongressorienteringen, deltog Ocasio-Cortez i en klimatprotest utanför representanthusets minoritetsledare Nancy Pelosis kontor. När kongressen senare i samma månad öppnade på nytt efter valet, hade det demokratiska partiet återtagit makten i representanthuset. Ocasio-Cortez stödde då Pelosis kandidatur som talman, under förutsättning att Pelosi förblev den mest progressiva kandidaten.
Under introduktionsutbildningen för nya ledamöter, som arrangerades av John F. Kennedy School of Government i december 2018, tog Ocasio-Cortez upp påverkan av företagsintressen från sponsorer som American Enterprise Institute och Center for Strategic and International Studies. I ett Twitter-inlägg skrev hon: "Lobbyister är närvarande. Goldman Sachs är här. Var är arbetstagarna? Aktivisterna? Ledarna på frontlinjen?"
När Ocasio-Cortez höll sitt första tal i kongressen i januari 2019 publicerade C-SPAN en video av talet på Twitter. Inom loppet av 12 timmar slog videon med hennes fyra minuter långa tal rekordet som C-SPAN:s mest sedda Twitter-video av en ledamot i representanthuset.

#### Utfrågningar
I februari 2019 deltog Ocasio-Cortez i en kongressutfrågning där hon tillsammans med en panel från kampanjfinansieringsövervakningsgrupper ifrågasatte de etiska reglerna som gäller både presidenten och kongressledamöterna. Hon ifrågasatte bristen på regler som skulle förhindra lagstiftare från att bli "köpta av företag". Klippet från utfrågningen blev det mest sedda politiska videoklippet som laddats upp på Twitter med över 37,5 miljoner visningar.
När dåvarande president Donald Trumps tidigare advokat Michael Cohen vittnade inför tillsynskommittén i februari 2019 ställde Ocasio-Cortez frågor om Trumps eventuella fastighetsvärdesmanipulation för bank- eller försäkringsändamål och bad om information om ämnet. Cohens svar antydde att Trump möjligen begått skatte- och bankbedrägeri genom sina personliga och affärsmässiga deklarationer, bokföring och fastighetsregister. Ordföranden för American Constitution Society berömde Ocasio-Cortez för att vara den mest framgångsrika kommittémedlemmen när det gällde att få specifik information från Cohen om Trumps "tvivelaktiga metoder". Även krönikören David Brooks från New York Times berömde henne för hennes skicklighet i förhöret av Cohen. Det utbyte som ägde rum mellan Ocasio-Cortez och Cohen ledde till en utredning ledd av New Yorks justitiekansler Letitia James. James hänvisade till det i augusti 2020 när hon vidtog rättsliga åtgärder för att tvinga Trumps företag att följa stämningar gällande finansiell information och för att tvinga Trumps son Eric Trump att vittna.

#### Mediebevakning
Enligt rapporter i mars 2019 var Ocasio-Cortez tidigt under sin tid i kongressen föremål för betydande mediebevakning, i nivå med presidentkandidaterna inför valet 2020. Hon var en av de mest omtalade politikerna i USA och ansågs vara "en av demokratiska partiets ansikten." Mellan den 8 och 14 juli 2019 genererade hon mer uppmärksamhet på sociala medier än de demokratiska presidentkandidaterna. Enligt spårningsföretaget NewsWhip hade artiklar om Ocasio-Cortez interaktioner som uppgick till 4,8 miljoner, medan ingen demokratisk presidentkandidat fick mer än 1,2 miljoner. David Bauder från Associated Press konstaterade att Trumps anhängare hade "viss framgång" med att få "Ocasio-Cortez att vara det första man tänker på när man tänker på" det demokratiska partiet.
Enligt en studie från Media Matters for America har Ocasio-Cortez varit ett intensivt diskussionsämne på tv-kanalerna Fox News och Fox Business. Hon nämndes varje dag mellan den 25 februari och 7 april 2019, totalt 3 181 gånger under 42 dagar (ungefär 75 omnämnanden per dag). David Smith från The Guardian skrev att detta är ett tydligt bevis på att Fox är "besatt av Ocasio-Cortez och framställer henne som en radikal socialist som hotar den amerikanska livsstilen". Enligt Brian Stelter från CNN Business nämndes hon nästan tre gånger så ofta på Fox News jämfört med CNN och MSNBC mellan januari och juli 2019, och hon nämndes sju gånger så mycket som James Clyburn, en demokratisk ledare i representanthuset. Stelter konstaterade att den uppmärksamhet Ocasio-Cortez hade fått skapade "intrycket, särskilt till höger, att hennes ståndpunkter och politik representerar hela det demokratiska partiet". En undersökning från CBS News och YouGov med nästan 2 100 amerikanska vuxna deltagare mellan den 17 och 19 juli visade att republikanska respondenter var mer medvetna om Ocasio-Cortez än demokratiska respondenter. Hon fick mycket ogynnsamma betyg från republikanska respondenter och gynnsamma betyg från demokratiska respondenter.
I mars 2019 rapporterade PolitiFact att Ocasio-Cortez var "en av de mest utsatta politikerna för falska påståenden, trots att hon just har börjat sin tid i kongressen". Falska citat som tillskrivits henne, falska bilder och rykten om henne har spridits på sociala medier. En del av detta material har sitt ursprung från 4chan och r/The_Donald. I juli 2019 inkluderade det falska materialet att tillskriva Trumps uttalanden till Ocasio-Cortez, såsom "Jag har en mycket bra hjärna och jag har sagt massor av saker." Den 18 juli 2019 publicerade polisen Charlie Rispoli från Gretna, ett uppenbart hot om att skjuta Ocasio-Cortez på Facebook och kallade henne en "elak idiot" som "behöver en runda, och jag menar inte den sorten hon brukade servera [som bartender]." Rispoli skrev kommentaren som svar på en falsk nyhetsartikel som felaktigt citerade Ocasio-Cortez som sagt "Vi betalar soldaterna för mycket". Artikeln hade också etiketten "satir". Rispoli fick sparken för sitt inlägg och hans Facebook-konto raderades.
Ocasio-Cortez är känd för att bära rött läppstift, oftast från det amerikanska sminkmärket Stila Cosmetics i nyansen "Beso", vilket är karaktäristiskt för latina-kvinnor från Bronx. I en skönhetsguide för Vogue förklarade hon att skönhet och femininitet är viktiga för henne eftersom dessa saker ofta används mot kvinnor inom politiken och samhället. Hon menar att självkärlek fungerar som en "miniprotest" mot kritiken mot kvinnor.

##### Met Gala-framträdande

Grafisk presentation av Tax the Rich-trycket från AOC:s Met Gala-klänning

Ocasio-Cortez närvarade på Met-galan 2021, som hade temat "In America: a Lexicon of Fashion". Galan organiseras av Vogues chefredaktör Anna Wintour, som handplockar gästlistan och designers. Ocasio-Cortez bar en organzaklänning med texten "Tax the Rich" på tyget. Som vald representant för New York City ansågs hon vara museets gäst och behövde inte köpa en biljett, vilket normalt kostar minst 35,000 amerikanska dollar. Klänningens designer, Aurora James, bjöd även in sin pojkvän Benjamin Bronfman, son till en miljardär. Kritiker, både från konservativa och liberala håll, riktade kritik mot Ocasio-Cortez för att delta i evenemanget under covid-pandemin, där gästerna inte var tvungna att bära munskydd medan personalen var tvungen att göra det, samt för att delta i ett evenemang som är känt för sin extravagant framställning av rikedom och social status. Ocasio-Cortez svarade att de "applicerade en sexistisk dubbelmoral" och att hon "genomborrade den fjärde väggen av överdrift och spektakel". James menade också att de extremt rika personerna som var närvarande behövde ta till sig budskapet personligen.
I september 2021 framförde American Accountability Foundation ett etikklagomål mot Ocasio-Cortez angående hennes deltagande på Met-galan. AAF hävdade att hennes närvaro innebar att hon accepterade en otillåten gåva eftersom hennes biljett, som uppskattades kosta 35 000 dollar, betalades av Conde Nast, ett vinstinriktat företag, och inte av en välgörenhetsorganisation. Själva evenemanget är en välgörenhetsinsamling.

#### "The Squad"
Ocasio-Cortez är en medlem i en informell grupp av progressiva kongressledamöter som kallas "The Squad", tillsammans med Ilhan Omar, Ayanna Pressley, Rashida Tlaib, Cori Bush och Jamaal Bowman. Den 14 juli 2019 attackerade Trump gruppen (som vid den tiden hade fyra medlemmar) i en tweet och sa att de borde "åka tillbaka och hjälpa till att fixa" länderna de kom från istället för att kritisera den amerikanska regeringen. Han fortsatte med liknande kommentarer under de kommande dagarna, trots att tre av kvinnorna, inklusive Ocasio-Cortez, är födda i USA. Ocasio-Cortez svarade i en tweet att "presidentens ord [igår] att säga till fyra amerikanska kongressledamöter av olika etnicitet att 'åka tillbaka till ditt eget land' är karakteristiskt språk för vit makt." Hon tillade senare, "Vi lämnar inte de saker vi älskar, och när vi älskar detta land betyder det att vi föreslår lösningar för att förbättra det." Dagar senare påstod Trump felaktigt att Ocasio-Cortez kallat "vårt land och vårt folk för "skräp"; hon hade egentligen sagt att amerikaner inte borde nöja sig med moderata politiska åtgärder som bara är "10% bättre än skräp". Trump hävdade också felaktigt att Ocasio-Cortez sagt att "olagliga invandrare är mer amerikanska" än amerikaner som försökte hålla dem utanför; hon hade faktiskt sagt att "kvinnor och barn vid gränsen som försöker söka skydd och möjligheter" i Amerika "agerar mer amerikanskt" än de som försöker hålla dem borta.

#### Green New Deal
Ocasio-Cortez lämnade in sitt första lagförslag Green New Deal till kammaren den 7 februari 2019. Tillsammans med senator Ed Markey släppte hon en gemensam, icke-bindande resolution som beskriver huvudprinciperna i en 10-årig "ekonomisk mobilisering" för att fasa ut användningen av fossila bränslen och förnya landets infrastruktur. Deras plan inkluderade implementeringen av "den sociala kostnaden för kol", som var en del av Obama-administrationens åtgärder för att hantera klimatförändringarna. Genom detta ville de skapa arbetstillfällen och stärka ekonomin. Enligt CNBC krävde en inledande översikt av Green New Deal att man "fullständigt ska avveckla användningen av fossila bränslen, uppgradera eller ersätta alla byggnader i landet och genomföra omfattande förändringar inom transportsektorn för att minska behovet av flygresor". Översikten fastställde också ett mål för USA att uppnå "netto noll" växthusgasutsläpp om 10 år. Anledningen till "netto noll" förklarades av lagstiftarna: "Vi har satt upp målet att nå netto noll, snarare än nollutsläpp, om 10 år eftersom vi inte är säkra på att vi helt och hållet kan bli av med utsläpp från kreatur och flygplan så snabbt." Aktivistgrupper som Greenpeace och Sunrise Movement uttryckte sitt stöd för planen. Planen fick stöd från vissa demokratiska senatorer, inklusive Elizabeth Warren, Bernie Sanders och Cory Booker. Andra demokrater, som senator Dianne Feinstein och dåvarande representanthusets talman Nancy Pelosi, avfärdade förslaget. Inga republikanska lagstiftare visade sitt stöd och i vad demokraterna kallade "ett trick" krävde republikanerna i senaten en tidig omröstning om Green New Deal den 26 mars utan någon diskussion eller expertutlåtanden. Markey sa att republikanerna försökte "göra narr" av debatten om Green New Deal och kallade omröstningen för "hyckleri". Som protest röstade demokraterna i senaten "närvarande" eller emot lagförslaget, vilket resulterade i ett nederlag med 57-0 på senatens golv. I mars 2019 föreslog en grupp brittiska aktivister att Labour Party skulle anta en liknande plan, "Labour for a Green New Deal". Gruppen sade sig vara inspirerad av Sunrise Movement och det arbete Ocasio-Cortez har gjort i USA.

#### Onlinetrakasserier från Paul Gosar
I november 2021 delade representanten Paul Gosar en version av titelsekvensen från anime-serien Attack on Titan på sociala medier. I hans redigering lades ansiktena på Ocasio-Cortez, Joe Biden och honom själv över programmets karaktärer, och det visade hur han med ett svärd dödade Ocasio-Cortez. Den dåvarande talmannen Nancy Pelosi uppmanade polisen och husets etiska kommitté att utreda det som ett hot.
Pelosi inledde diskussionen på representanthusets golv och uttryckte att Gosars handlingar krävde ett svar. "Vi kan inte tillåta att kongressledamöter skämtar om att döda varandra eller hotar USA:s president. Detta är både en anklagelse mot våra folkvalda och en förolämpning mot representanthusets institution. Det handlar inte bara om oss som kongressledamöter, det är en fara för alla i landet."
När republikanska kongressledamöter vägrade att fördöma videon, svarade Ocasio-Cortez att hon ansåg att videon var "en del av ett mönster som normaliserar våld" och tillade: "Jag tror att detta är en del av en samordnad strategi, och det är mycket viktigt för oss att dra en tydlig och stark linje och stå för konsekvenser." Hon höll ett sex minuter långt tal och sa: "Det här handlar inte om mig. Det här handlar inte om Gosar. Det här handlar om vad vi är beredda att acceptera." Huset röstade för att censurera Gosar, främst längs partilinjer. Senast kammaren hade censurerat en lagstiftare var 2010.

#### Verbala trakasserier från Ted Yoho
Den 20 juli 2020 konfronterade de republikanska representanterna Ted Yoho och Roger Williams Ocasio-Cortez på trappan till Kapitolium. Yoho (vars kommentarer hördes av en journalist) kallade henne för "äcklig" och sa att hon var "helt galen" på grund av hennes uttalanden om hur fattigdom och arbetslöshet bidrog till ökad brottslighet i New York under covid-19-pandemin, samtidigt som hon förespråkade budgetnedskärningar för polisen. Ocasio-Cortez svarade att Yoho var "ohyfsad". När Ocasio-Cortez gick därifrån mot Kapitolium kallade Yoho henne för en "jävla bitch". Yoho tog sedan upp frågan på kammarens golv och bad om ursäkt för det "kantiga sättet" som samtalet utvecklades, utan att nämna Ocasio-Cortez vid namn. Han hävdade också att han aldrig hade använt de kränkande ord gentemot sina kollegor som rapporterats av pressen, och avslutade med att säga: "Jag kan inte be om ursäkt för min passion". Ocasio-Cortez svarade med ett tal där hon påpekade att händelsen symboliserade en "kultur ... som accepterar våld och våldsamt språk mot kvinnor ... Genom att använda det språket inför pressen gav han indirekt sitt godkännande till att använda det språket mot sin fru, sina döttrar, kvinnor i sitt samhälle. Jag är här för att säga att det inte är acceptabelt."

#### Reaktion på skandalerna om Andrew Cuomo
I april 2020 var Ocasio-Cortez en av 77 representanter som krävde offentliga rapporter om antalet covid-19-fall på vårdhem och långtidsvårdsanläggningar. I mars 2021 uppmanade Ocasio-Cortez tillsammans med kollegan Jamaal Bowman New Yorks guvernör Andrew Cuomo att avgå på grund av anklagelser mot honom om sexuellt utnyttjande. De refererade även till vårdhemsskandalen, där Cuomo-administrationen ska ha underrapporterat antalet covid-19-dödsfall på vårdhem.

#### Stormningen av Kapitolium 2021
Huvudartikel: Stormningen av Kapitolium 2021
I en nästan 90 minuter lång Instagram Live-video som hölls i februari 2021 berättade Ocasio-Cortez att hon tidigare hade blivit utsatt för sexuellt övergrepp. Hon delade också sin upplevelse av rädsla under stormningen av Kapitolium 2021 när hon befann sig på sitt kontor i Cannon House Office Building. Hon berättade att hon hade gömt sig på sitt kontorsbadrum innan hon blev skrämd av en polis som gick in i hennes kontorssvit och ropade "Var är hon?" innan de beordrade henne och hennes personal att evakuera till en annan kontorsbyggnad. Ocasio-Cortez sa att polisen inte hade identifierat sig och att hon först trodde att det var en angripare som talat. Hon förklarade att hon senare befann sig i hennes kollega Katie Porters kontor och förberedde sig för vad hon trodde skulle vara ett anfall från upprorsmakare på deras kontor. Hon sa, "Jag hade ett mycket nära möte där jag trodde att jag skulle dö."

#### Andra frågor
Efter att omfattande vinterstormar drabbat delstaten Texas elnät i februari 2021 tog Ocasio-Cortez initiativ till en insamling av pengar till mat, vatten och tak över huvudet för de drabbade invånarna. Insamlingen startade den 18 februari och lyckades samla in 2 miljoner dollar under första dagen och fram till den 21 februari hela 5 miljoner dollar. Pengarna donerades till organisationer som Houston Food Bank och North Texas Food Bank. Dessutom reste Ocasio-Cortez till Houston för att hjälpa till som frivillig i återhämtningsarbetet.
Den 15 april 2021 höll Ocasio-Cortez och tre andra senatorer en presskonferens för att presentera ett lagförslag som de hade lagt fram. Förslaget syftade till att genomföra pilotprogram för postbankverksamhet i landsbygds- och låginkomstområden där miljontals hushåll saknar tillgång till eller inte har råd med vanliga banktjänster. Ocasio-Cortez beskrev familjer som hade tvingats förlita sig på checkinlösenföretag som tagit ut oproportionerligt höga avgifter på grund av bristen på traditionella banker. Hon berättade: "De går till en checkinlösenplats för att lösa in en stimulanscheck... och förlorar 10 till 20 % av beloppet".
Den 5 november 2021 var Ocasio-Cortez en av sex demokratiska kongressledamöter som bröt med sitt parti och röstade emot lagen om infrastrukturinvesteringar och jobb, eftersom den saknade bestämmelser om sociala skyddsnät som finns i Build Back Better Act.
I september 2022 blev Ocasio-Cortez intervjuad för en artikel i GQ där hon tillfrågades om sin framtid och en eventuell presidentkandidatur. Hon svarade: "Jag har två motstridiga saker i åtanke samtidigt. Å ena sidan har jag en obeveklig tro på att allt är möjligt. Men samtidigt har min erfarenhet här gett mig en framsätesplats till hur djupt och omedvetet, såväl som medvetet, så många människor i detta land hatar kvinnor. De hatar kvinnor med olika hudfärger. Människor ställer frågor om min framtid. Realistiskt sett kan jag inte ens säga om jag kommer att vara vid liv i september [2022]. Det väger tungt på mig. Det handlar inte bara om högern. Kvinnofientlighet överstiger politisk ideologi: höger, vänster, mitten."

## Politiska ståndpunkter

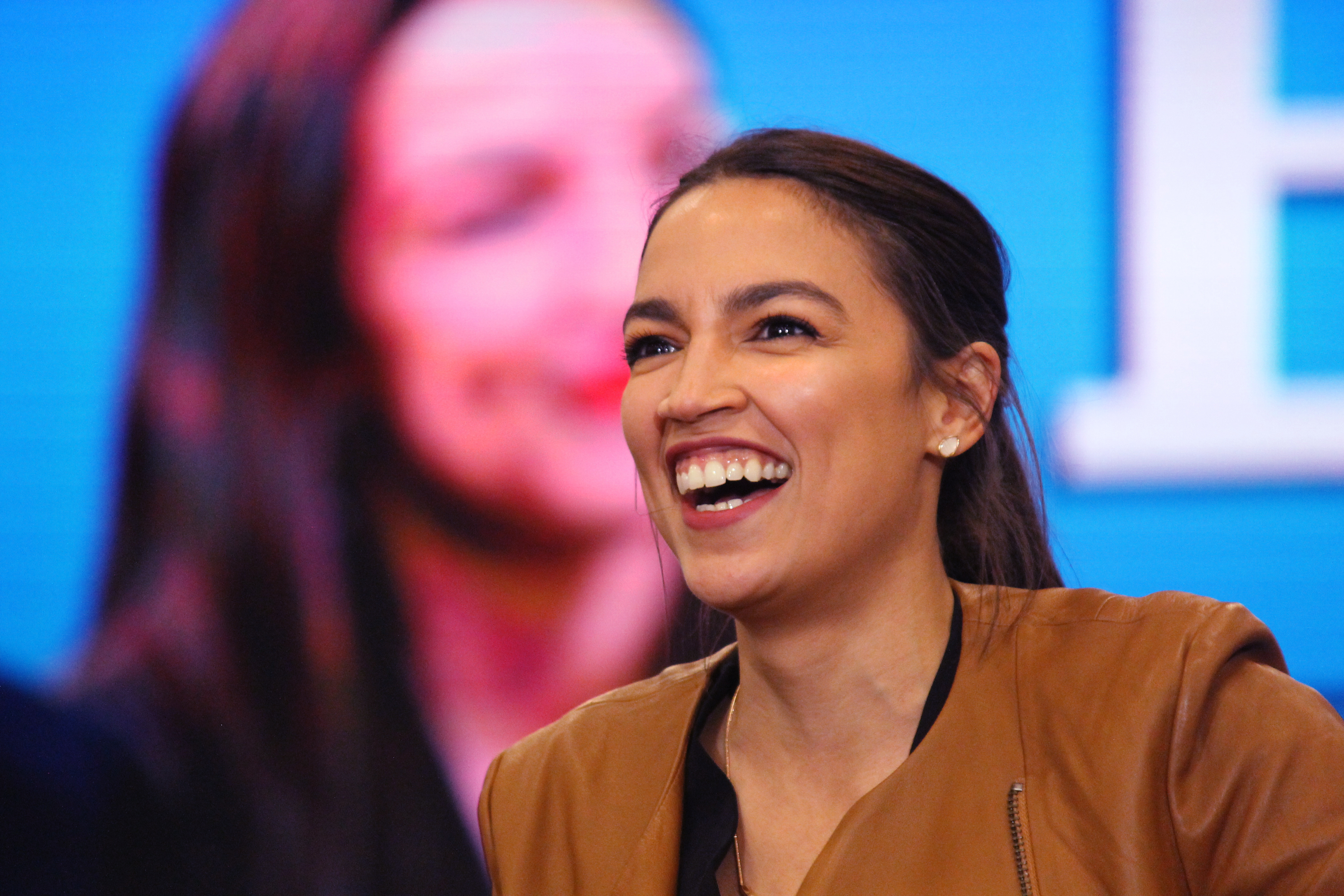
Sanders-samling i Council Bluffs, Iowa

Ocasio-Cortez är medlem i Democratic Socialists of America och ser det som en del av sin politiska identitet. I en intervju på NBC:s Meet the Press beskrev hon demokratisk socialism som "en del av vem jag är. Det är inte allt jag är. Och jag tror att det är en mycket viktig skillnad." När hon fick frågan om hon kräver ett slut på kapitalismen under en Fire Line-intervju på PBS, svarade hon: "Vi rör oss mot framsteg i denna fråga. Jag tror att vi kommer att se en utveckling i vårt ekonomiska system av en aldrig tidigare skådad grad, och det är svårt att säga vilken riktning det kommer att ta." Senare på en konferens sa hon: "För mig är kapitalismen oåterkallelig."
Ocasio-Cortez stöder progressiva politiska åtgärder såsom Medicare för alla, avgiftsfri offentlig högskola och yrkesskola, en federal jobbgaranti, avskrivning av obetalda studieskulder om 1,6 biljoner dollar, garanterad föräldraledighet, avskaffande av U.S. Immigration and Customs Enforcement (ICE), avveckling av privata fängelser, ökad vapenkontroll samt energipolitik som bygger på 100 % förnybar energi. Hon är öppen för att använda Modern Monetary Theory (MMT), en heterodox ekonomisk teori med litet stöd bland vanliga akademiker, som en ekonomisk väg att tillhandahålla finansiering och möjliggöra genomförandet av dessa mål. Ocasio-Cortez sa till Anderson Cooper att hon föredrar politik som "mest liknar det vi ser i Storbritannien, Norge, Finland och Sverige".
Ocasio-Cortez stödde Bernie Sanders i primärvalet inför presidentvalet 2020, och deltog i flera av Sanders offentliga framträdanden. Sanders kampanjmöten samlade flest åhörare vid de tillfällen där Ocasio-Cortez också deltog. I januari 2020 fick hon tillsammans med journalisten Michael Moore ersätta Bernie Sanders på ett kampanjmöte vid University of Iowa, medan Sanders deltog i Senatens riksrätt mot Donald Trump.

### Miljö

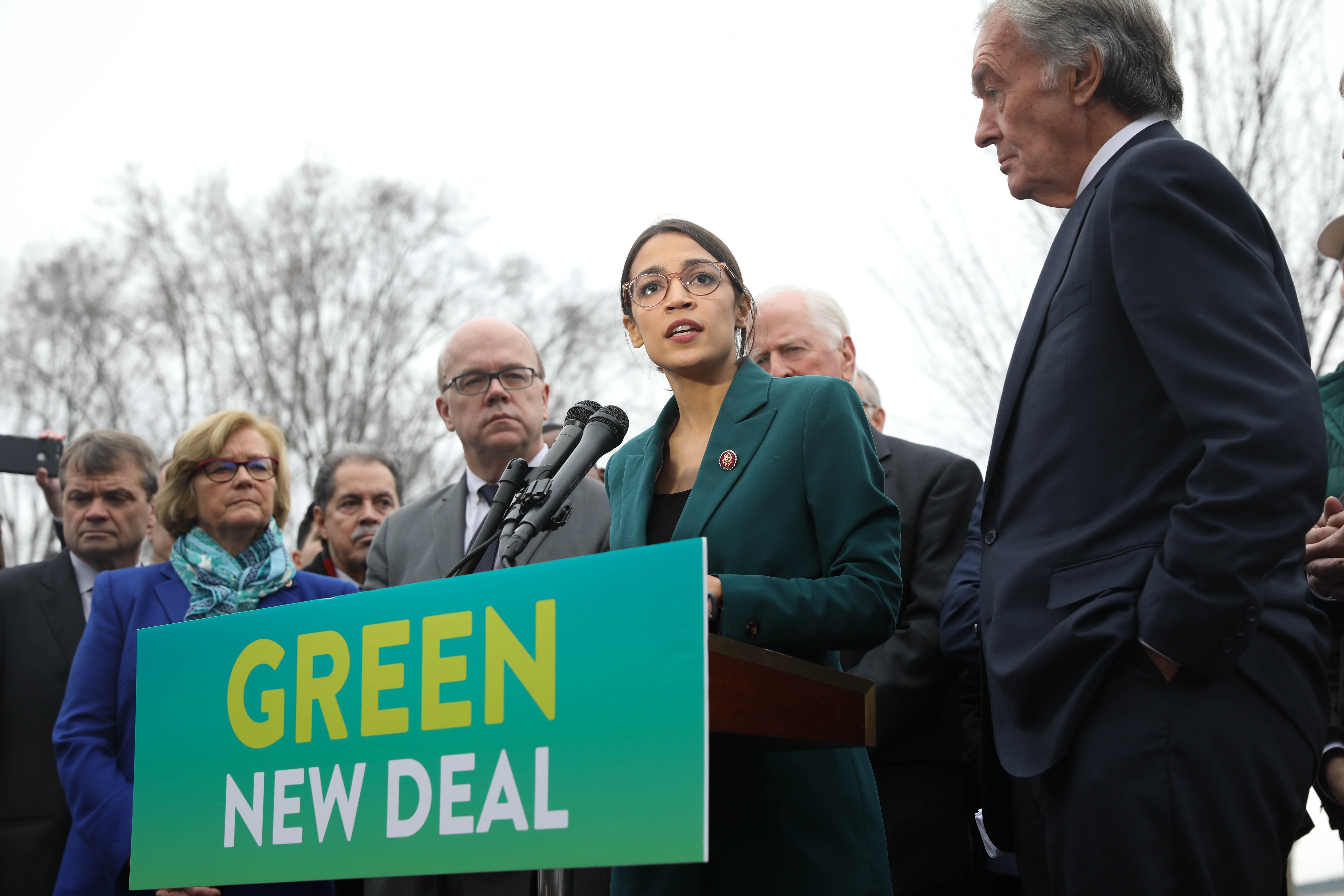
Ocasio-Cortez talar om Green New Deal framför Kapitolium i februari 2019.

Ocasio-Cortez har efterlyst "fler beslutsamma miljövänner i kongressen" och beskriver klimatförändringen som "det enskilt största nationella säkerhetshotet för USA och det största hotet mot den globala industrialiserade civilisationen". Med hänvisning till en FN-rapport publicerad 2019 som visar att effekterna av klimatförändringarna kan bli oåterkalleliga om inte koldioxidutsläppen minskas inom de närmaste 12 åren, har hon hävdat att den globala uppvärmningen måste åtgärdas omedelbart för att undvika slutet på all mänsklig existens. Konservativa motståndare och medier har kritiserat uttalandet för att vara alarmistiskt.
Ocasio-Cortez miljöplan, kallad Green New Deal, förespråkar att USA övergår till ett elnät som drivs av 100 % förnybar energi och att användningen av fossila bränslen upphör inom tio år. Förändringarna, som beräknas kosta cirka 2,5 biljoner dollar per år, skulle delvis finansieras av högre skatter på de rika. Hon har beskrivit sig själv som "öppen för idén" om kärnkraftens roll i Green New Deal, men har kritiserats för att inte ha inkluderat det i sina förslag till avtalet.

### Skattepolitik
Ocasio-Cortez har motsatt sig och röstat emot budgetregeln "pay as you go" som stöds av demokratiska ledare och kräver underskottsneutral finanspolitik, där alla nya utgifter balanseras av skattehöjningar eller utgiftsnedskärningar. Tillsammans med kollegan Ro Khanna har hon fördömt regeln som en hämmande faktor för ny eller utökad progressiv politik. Hon hänvisar till Modern Monetary Theory som en motivering för högre underskott för att finansiera sin agenda. Ocasio-Cortez drar paralleller till den stora depressionen och argumenterar för att Green New Deal behöver underskottsutgifter liknande den ursprungliga New Deal.
För att finansiera sin miljöpolitik har Ocasio-Cortez föreslagit höjd marginalskatt på höga inkomster, nämligen 70 % skatt på inkomster över 10 miljoner dollar. Washington Post rapporterade att skatteexperter uppskattat effekten till 720 miljarder dollar per decennium i intäkter.

### Invandring
Ocasio-Cortez har vid flera tillfällen uttryckt sitt stöd för att omstrukturera och avskaffa U.S. Immigration and Customs Enforcement (ICE). I februari 2018 kallade hon det för "en produkt av Bush-erans Patriot Act-svit av lagstiftning" och "en tillsynsmyndighet som antar en mer paramilitär ton varje dag". I juni 2018 sa hon att hon inte ville gå fullt så långt som att helt upplösa byrån, utan hellre ville "skapa en väg till medborgarskap för fler invandrare genom avkriminalisering". Hon klargjorde senare att detta inte innebär att alla utvisningar upphör. Två dagar före primärvalet deltog Ocasio-Cortez i en protest vid ett ICE-barnfängelsecenter i Tornillo, Texas. Hon var den enda demokraten som röstade mot H.R. 648, ett lagförslag för att finansiera och återuppta regeringen, eftersom det inkluderade finansiering för ICE.
I januari 2021 uttryckte Ocasio-Cortez sitt stöd för resolutionen "Roadmap to Freedom", som förespråkades av kongressledamoten Pramila Jayapal, för att vägleda framtida immigrationspolitik. Resolutionen syftade till att skydda utsatta migranter och samtidigt minska antalet åtal mot migranterna.

#### Häkten för papperslösa invandrare
I juni 2019 jämförde Ocasio-Cortez häktena för papperslösa invandrare vid gränsen till Mexico under Trump-administrationen med "koncentrationsläger". Hon citerade en "expertanalys" och länkade till en Esquire-artikel som citerade ett liknande påstående av Andrea Pitzer, författare till boken One Long Night: A Global History of Concentration Camps. Vissa akademiker stödde Ocasio-Cortez användning av termen för de tvångsfängslade invandrarna, medan andra kritiserade det starkt och menade att det visade respektlöshet mot förintelsens offer. Som svar på kritik från både republikaner och demokrater, sa Ocasio-Cortez att de hade blandat samman koncentrationsläger med dödsläger. Hon vägrade att be om ursäkt för att hon använt termen och uppmanade till att man borde kämpa mot häktenas existens, snarare än att fokusera på ordval.
I juli 2019 besökte Ocasio-Cortez flyktinghäkten och andra anläggningar i Texas som medlem av en kongressdelegation för att bevittna gränskrisen på nära håll. Hon beskrev förhållandena som "skrämmande". Kvinnor i en cell berättade för henne att de inte hade haft tillgång till dusch på två veckor och blev tillsagda att dricka vatten från toaletten när deras handfat hade gått sönder. En kvinna berättade att hennes döttrar hade tagits ifrån henne två veckor tidigare och att hon inte visste var de befann sig.
När Biden-administrationen i februari 2021 återöppnade ett häkte för ensamkommande migrantbarn i Carrizo Springs, uttryckte Ocasio-Cortez sitt motstånd mot sådana åtgärder oavsett vilken administration eller politiskt parti som styr. Hon förespråkade kortsiktiga åtgärder för att hantera situationen genom att kräva obligatorisk licensiering av sådana centra och uppmanade till en omprövning av hur centren upphandlats.

### Sjukvård
Ocasio-Cortez stöder övergången till ett sjukvårdssystem med en enda statlig sjukförsäkringsgivare eftersom hon betraktar sjukvård som en mänsklig rättighet. Enligt henne bör varje amerikan täckas av detta system, vilket skulle minska de totala kostnaderna. På hennes kampanjwebbplats meddelas: "Nästan alla andra utvecklade länder i världen har universell hälso- och sjukvård. Det är dags för USA att komma ikapp resten av världen och se till att alla människor har en verklig vårdtäckning som inte dränerar människors plånböcker."
I juni 2019 och juli 2021 föreslog Ocasio-Cortez lagstiftning som skulle avskaffa restriktioner för forskning om medicinsk användning av psilocybin.
Ocasio-Cortez som är medlem i kammarens pro-choice-grupp stöder aborträtten och vill att den ska skrivas in i amerikansk lag. Efter att Högsta domstolen i juni 2022 upphävt den viktiga aborträttsdomen Roe mot Wade genom domslutet i Dobbs mot Jackson Women's Health Organization, deltog Ocasio-Cortez den 19 juni 2022 i en civil olydnadsaktion, där demonstranterna i protest blockerade gatan utanför Högsta domstolen. Polisen grep totalt 35 personer, varav 17 var kongressledamöter. De greps för att ha skapat trängsel, hindrat eller besvärat trafiken (eng. crowding, obstructing or incommoding). De släpptes omedelbart, efter att ha blivit bötfällda.

### Fattigdom
I september 2019 introducerade Ocasio-Cortez ett förslag till fattigdomspolitik (inom ett paket kallat "Ett rättvist samhälle") som skulle beakta kostnader för barnomsorg, hälsovård och "nya nödvändigheter" som tillgång till internet vid mätningar av fattigdom. Förslaget syftade till att begränsa årliga hyreshöjningar och säkerställa tillgång till sociala välfärdsprogram för människor med prick i registret och papperslösa invandrare. Enligt den amerikanska folkräkningen lever cirka 40 miljoner amerikaner i fattigdom.

### HBTQ-rättigheter
Ocasio-Cortez är en förespråkare för HBTQ-rättigheter och HBTQ-jämlikhet. Hon har sagt att hon stöder HBTQ-samhället och tackat dess medlemmar för deras roll i hennes kampanj. Hon publicerade och medverkade senare i en livestream där hon spelade videospel för att hjälpa till att samla in pengar till Mermaids, en brittisk välgörenhetsorganisation för transbarn. Vid New York City Women's March i januari 2019 på Manhattan höll Ocasio-Cortez ett detaljerat tal där hon stödde åtgärder för att säkerställa HBTQ-jämlikhet på arbetsplatsen och på andra håll. Hon har också betonat vikten av att erkänna transpersoners rättigheter och specifikt sagt: "Det är enkelt... transrättigheter är medborgerliga rättigheter, det är mänskliga rättigheter."
Vid representanthusets kommitté för tillsyn och reform den 27 februari 2020 argumenterade Ocasio-Cortez för jämställdhet för hbtq-personer, med hänvisning till sin egen religiösa bakgrund. Hon tog upp exemplet med ett katolskt sjukhus som vägrade att utföra en hysterektomi för en transman och hävdade att "det finns inget heligt med att neka medicinsk vård till människor, oavsett vilken identitet de har. Det är inte heligt att avvisa någon från ett sjukhus."

### Puerto Rico
Ocasio-Cortez har uttryckt solidaritet med Puerto Rico och förespråkar ytterligare medborgerliga rättigheter för puertoricaner, oavsett territoriets juridiska status. Hon är för rösträtt och federal katastrofhjälp till öns befolkning. Ocasio-Cortez kritiserade FEMA:s svar på orkanen Maria och den federala regeringens ovilja att ta itu med Puerto Ricos politiska status. Hon anser att den federala regeringen bör öka investeringarna i Puerto Rico. I augusti 2020 presenterade Ocasio-Cortez och Nydia Velázquez lagförslaget Puerto Rico Self-Determination Act 2020 som hänvisades till House Committee on Natural Resources.
Den 18 mars 2021 introducerade Ocasio-Cortez, Velázquez och senator Bob Menendez en ny version, Puerto Rico Self-Determination Act 2021, med över 70 medsponsorer i huset och sju medsponsorer i senaten, inklusive en republikan.

### Utbildning
Ocasio-Cortez kampanjade för att inrätta avgiftsfria offentliga högskolor och yrkesskolor. Hon har sagt att hon fortfarande betalar av sina studielån själv och vill avskriva all studieskuld.

### Donald Trumps presidentskap
Den 28 juni 2018 sa Ocasio-Cortez till CNN att hon skulle stödja ett riksrättsåtal mot den dåvarande presidenten Donald Trump. Hon hänvisade till Trumps påstådda brott mot Foreign Emoluments Clause, en paragraf i konstitutionen som reglerar federala regeringsmedlemmars rätt att ta emot gåvor och ekonomisk ersättning från andra stater. Hon betonade vikten av att hålla alla ansvariga och att ingen person står över lagen.

### USA:s högsta domstol
Efter den politiskt omstridda utnämningen av Amy Coney Barrett till domare i USA:s högsta domstol bara några veckor före presidentvalet 2020, uppmanade Ocasio-Cortez den demokratiske presidentkandidaten Joe Biden att utöka domstolen med fler ledamöter om han vann presidentvalet och Demokraterna nådde majoritet i senaten. Sedan dess har hon fortsatt att kritisera domstolen och föreslå förändringar i dess funktionssätt.
I april 2021 stödde hon ett lagförslag om att öka domstolens storlek, en ståndpunkt som hon upprepade i september samma år efter att domstolen hade funnit att Texas abortlagstiftning var i enlighet med konstitutionen.
I mars 2022 uppmanade hon domaren i högsta domstolen Clarence Thomas att avgå, efter att uppgifter läckt ut om hans frus försök att påverka Vita husets stabschef Mark Meadows att förkasta valresultatet i presidentvalet 2020. Ocasio-Cortez menade att det annars kunde finnas skäl att ställa Clarence Thomas inför riksrätt. I juni samma år krävde hon att ytterligare två domare – Neil Gorsuch och Brett Kavanaugh – skulle ställas inför riksrätt, efter att de röstat för ny rättspraxis kring aborträtt. Hon ansåg att de båda hade ljugit under ed om sin syn på rättsfallet Roe mot Wade när de frågats ut av senaten inför sina respektive utnämningar till domstolen.
Efter att Högsta domstolen fattat flera följdavgöranden och beviljat prövningstillstånd i fallet Moore mot Harper, ett rättsfall med potential att påverka utgången av demokratiska val, twittrade Ocasio-Cortez i juli 2022 att USA "bevittnade en pågående rättskupp". Senare hävdade hon att domstolen hade blivit "skurkar" och att riksrätt, en utökning av antalet ledamöter, införande av etiska regler och regler för domarjäv bör övervägas. Hon tillade att Thomas verkligen borde ställas inför riksrätt.
Tillsammans med nio andra progressiva ledamöter i representanthuset uppmanade hon i juli 2022 den demokratiska ledningen i kongressen att verka för att frånta högsta domstolen dess jurisdiktion "inom områdena abort, lika rättsverkan för olika typer av äktenskap, intimitet utan förökning samt preventivmedel". De hänvisade till domare Thomas särskilda yttrande i abortdomen 2022, där han föreslog att domstolen även skulle se över de rättsfall som etablerat en konstitutionell rätt till preventivmedel, samkönade äktenskap och homosexuella relationer, som ett skäl för detta.

### Bankverksamhet
I slutet av 2020 föreslog Ocasio-Cortez och Rashida Tlaib en offentlig bankräkning för att främja skapandet av statliga och lokala offentliga banker. Förslaget syftar till att ge dessa banker tillgång till faciliteter från den federala reserven och fastställa nationella riktlinjer för offentlig bankverksamhet.
I april 2021 tillkännagav Ocasio-Cortez tillsammans med tre andra kongressledamöter ett lagförslag om att införa pilotprogram för postbanker på landsbygden och i stadsdelar med låga inkomster. Syftet är att ge miljontals hushåll som saknar tillgång till eller inte har råd med vanliga banktjänster tillgång till dessa.

### Arbetsrätt
Ocasio-Cortez har varit en stark förespråkare för arbetarrättigheter, inklusive en federal minimilön på 15 amerikanska dollar per timme. I maj 2019 återvände hon till sitt tidigare arbete som bartender på Queensboro Restaurant i Jackson Heights, Queens, för att stödja Raise the Wage Act. Detta lagförslag syftar till att höja minimilönen för restaurangservitriser och andra dricksade arbetare från 2,13 amerikanska dollar till 15 amerikanska dollar per timme. När hon samtalade med restaurangarbetare, kunder och reportrar kritiserade hon ett undantag i den amerikanska lagen om minimilön för restauranger och tjänstesektorn, vilket tillåter dem att betala mindre än 7,25 amerikanska dollar per timme, och sa: "Ett jobb som betalar 2,13 dollar per timme är inte ett jobb, det är kontrakterat slaveri."
Den 20 januari 2021 valde Ocasio-Cortez att inte närvara vid Joe Bidens installation som president, istället besökte hon strejkande arbetare vid Hunts Point Produce Market i Bronx.

### Lönehöjningar för kongressen
Under 2019 stödde Ocasio-Cortez lönehöjningar för kongressen och skrev: "Det är inte ett roligt eller politiskt populärt ställningstagande att inta. Men konsekvens är viktigt. ALLA arbetare borde få ökade löner. Det är därför minimilönen också bör kopplas till inflationen." Kongressmedlemmar tjänar 174 000 amerikanska dollar årligen; representanthusets talman tjänar 223 500 dollar och husledarna tjänar 193 400 dollar. Republikanen Kevin McCarthy stödde lönehöjningen och sa att han inte ville att kongressen skulle vara en plats där bara de rika har råd att tjänstgöra. Hennes kollega Joe Cunningham motsatte sig förslaget och sa: "Vi kom inte hit för att ge oss själva en löneförhöjning."

### Amazon HQ2-plan
Ocasio-Cortez motsatte sig en planerad överenskommelse mellan New York City och Amazon.com om att ge företaget 3 miljarder dollar i subventioner och skattelättnader för att bygga ett sekundärt högkvarter (Amazon HQ2) i ett område nära hennes kongressdistrikt. Istället argumenterade hon för att staden borde investera 3 miljarder dollar i den egna verksamheten. Vissa kommentatorer kritiserade hennes åsikter och hävdade att hon inte förstod att skattelättnader är rabatter på pengar som betalas till, inte av, regeringen. De påpekade att "New York inte har 3 miljarder dollar i kontanter" att "ge" till Amazon och att mellan 25 000 och 40 000 nya jobb, utöver de högbetalda teknikjobben som Amazon skulle ha skapat, försvann när Amazon valde att inte bygga där. Den konservative kolumnisten Marc Thiessen hävdade att "hennes ekonomiska kunskapsbrist är farlig" eftersom "[hon] genom att hjälpa till att driva bort Amazon inte sparade New York 3 miljarder dollar; hon kostade New York 27 miljarder dollar."

### Utrikespolitik

#### Kina
Ocasio-Cortez kritiserade de amerikanska företagen Activision Blizzard och Apple för att de censurerade prodemokratiska demonstranter i Hongkong. Hon var med och undertecknade ett brev till Activision Blizzards vd Bobby Kotick som löd: "När Kina förstärker sin skrämselkampanj måste du och ditt företag besluta om ni ska se bortom vinsten på sista raden och främja amerikanska värderingar – som yttrande- och tankefrihet – eller om ni ska ge efter för Pekings krav för att bevara tillträde till (förtydligande: den kinesiska) marknaden."
Ett brev från Ocasio-Cortez och sju andra lagstiftare kritiserade NBA:s hantering av en kontrovers som involverade en tweet från Houston Rockets chef Daryl Morey som stödde prodemokratiska demonstranter i Hongkong. Lagstiftarna skrev att NBA:s svar inte bara "sålde ut en amerikansk medborgare" utan också "förstärkte det kinesiska kommunistpartiets uppfattning att de som pekar på kinesiskt förtryck i Hongkong är bäst på att uttala åsikter, inte fakta", och att det var "ett svek mot grundläggande amerikanska värderingar".

#### Iran, Saudiarabien och Jemen
Ocasio-Cortez röstade för att dra tillbaka USA:s militära bistånd till Saudiarabiens krig i Jemen. Hon kritiserade president Trumps administration för att eskalera spänningarna med Iran och menade att det skulle leda USA in i en "militär konflikt som är fullständigt oansvarig".

#### Israel
I maj 2018 kritiserade Ocasio-Cortez de israeliska försvarsstyrkornas användning av dödligt våld mot palestinier som deltog i Gazas gränsprotester 2018 och beskrev det i en tweet som en "massaker". I en intervju i juli 2018 med PBS-serien Firing Line sa hon att hon stöder en "tvåstatslösning" och anser att Israels närvaro på Västbanken utgör en "ockupation av Palestina". När hon blev tillfrågad att utveckla sina åsikter svarade hon att hon inte är "en expert på geopolitik i denna fråga". Hennes användning av termen "ockupation" mötte kritik från flera pro-israeliska grupper och kommentatorer, medan andra försvarade hennes uttalanden och hänvisade till FN:s beteckning av territoriet på Västbanken som ockuperat. I juli 2019 röstade Ocasio-Cortez emot en resolution i representanthuset som introducerades av den demokratiske kongressledamoten Brad Schneider från Illinois, som fördömde den globala bojkott-, desinvestering- och sanktionsrörelsen (BDS) som riktar sig mot Israel. Resolutionen antogs med 398–17.
Ocasio-Cortez varnade för att Israels planerade annektering av palestinska territorier på den ockuperade Västbanken "skulle lägga grunden för Israel som en apartheidstat". Hon skrev till USA:s utrikesminister Mike Pompeo att hon kommer "sträva efter lagstiftning som villkorar 3,8 miljarder dollar i amerikansk militär finansiering till Israel för att säkerställa att amerikanska skattebetalare inte stöder annektering på något sätt". AIPAC fördömde brevet och sa att det hotade förhållandet mellan USA och Israel.
I maj 2021 utfärdade Ocasio-Cortez ett uttalande där hon fördömde Israels vräkning av palestinska familjer från sina hem i det israeliskt ockuperade östra Jerusalem. Hon kritiserade president Biden för att ha sagt att Israel "har rätt att försvara sig" och hävdade att "allmänna uttalanden som dessa [utan] lite sammanhang eller erkännande av vad som utlöste denna våldscykel - nämligen utvisningarna av palestinier och attacker mot Al Aqsa - avhumaniserar palestinier [och] antyder att USA kommer att se åt andra hållet på kränkningar av mänskliga rättigheter."
Den 23 september 2021 ändrade Ocasio-Cortez plötsligt sin röst från "nej" till "närvarande" i en omröstning gällande ett lagförslag som gav 1 miljard dollar till Israels Iron Dome-missilförsvarssystem, med hänvisning till det riktade hat hon ansåg sig ha utsatts för inför omröstningen. Hon bad om ursäkt för sin röst efter att ha fått kritik i sociala medier från anhängare av Israel och Palestina, men vidhöll sitt motstånd mot lagförslaget på grund av Israels "ständiga kränkningar av det palestinska folkets mänskliga rättigheter".

## Politiska stöd
I januari 2020 tillkännagav Ocasio-Cortez bildandet av en politisk aktionskommitté (förkortad PAC) kallad Courage to Change, som gav sitt första ekonomiska stöd till progressiva demokrater den 21 februari 2020. Några progressiva kommentatorer kritiserade sedan Ocasio-Cortez för att endast ha gett stöd till två av de primärvalskandidater som utmanade sittande demokratiska kongressledamöter. En anmärkningsvärd utelämnad var Cori Bush, som hade fått stöd från Ocasio-Cortez två år tidigare.

## Ledamotstid i USA:s kongress
| Ledamotstid, parti, uppdrag och valkrets | Ledamotstid, parti, uppdrag och valkrets | Ledamotstid, parti, uppdrag och valkrets | Ledamotstid, parti, uppdrag och valkrets | Ledamotstid, parti, uppdrag och valkrets | Ledamotstid, parti, uppdrag och valkrets | Ledamotstid, parti, uppdrag och valkrets |
| År                                       | Kongress                                 | Kammare                                  | Majoritet                                | President                                | Kommittéer                               | Distrikt                                 |
| ---------------------------------------- | ---------------------------------------- | ---------------------------------------- | ---------------------------------------- | ---------------------------------------- | ---------------------------------------- | ---------------------------------------- |
| 2019–2021                                | 116:e                                    | USA:s representanthus                    | Demokratiska partiet                     | Donald Trump                             | Finansiella tjänster, tillsyn och reform | Distrikt 14                              |
| 2021–2023                                | 117:e                                    | USA:s representanthus                    | Demokratiska partiet                     | Joe Biden                                | Finansiella tjänster, tillsyn och reform | Distrikt 14                              |
| 2023-2025                                | 118:e                                    | USA:s representanthus                    | Republikanska partiet                    | Joe Biden                                | Finansiella tjänster, tillsyn och reform | Distrikt 14                              |